# آرمنو
آرمنو (به ایتالیایی: Armeno) یک کومونه در ایتالیا است که در استان نووارا واقع شده‌است.

## خصوصیات
آرمنو ۳۱٫۶ کیلومترمربع مساحت و ۲٬۲۲۹ نفر جمعیت دارد.